# 八王子市民会館
八王子市民会館（はちおうじしみんかいかん）は、東京都八王子市子安町のサザンスカイタワー八王子内にあるホール。
旧ホールは1962年に同市上野町に開館したが、建物の老朽化により2011年3月に閉館し、同年翌4月に現在地に新築移転した。

## 概要
新ホールは、サザンスカイタワー八王子の4階 - 8階にある。収容人数は最大2,021名で、多摩地域最大級のホール。2021年3月までの10年間、オリンパスとのネーミングライツ（施設命名権）の設定によりオリンパスホール八王子（OLYMPUS HALL HACHIOJI）となった。しかし同社は2021年4月の契約更新をしない方針を示し、その後新たなネーミングライツ契約先としてジェイコム東京が選ばれJ:COMホール八王子（J:COM HALL HACHIOJI）となる事が発表された。期間は2021年4月1日から2026年3月31日までの5年間。

## 施設
ホール
客席数は最大2,021席（固定席1,869席、親子席8席、立見席144席）、音響反射板設置時1,832席（固定席1,680席、親子席8席、立見席144席）。車椅子席も設置されている。ヤマハとスタインウェイのコンサートグランドピアノを備えている。
その他
リハーサル室、楽屋10室、シャワー室、ホワイエ、ドリンクコーナーなどがある。

## 旧市民会館概要
旧ホールは上野町32に存在していた。
- 収容人数 1,870人
- 総工費 約4億円（当時）
- 地上4階、地下1階
- 敷地面積 7,529平方メートル

後年はボクシングやプロレスなどのスポーツイベント、各種コンサートをはじめ、成人式や八王子市内の都立高校入学式と卒業式が行われていた。
旧市民会館は八王子市立中央高校跡地に建設されたが、他の候補地として大横町宝樹寺を含む大善寺地区と横山町大鳥神社境内が検討されていた。